# Черомный хребет
Черо́мный хребе́т — горный хребет на востоке Забайкальском крае России, в системе нагорья Олёкминский Становик. Расположен в междуречье рек Шилка и Тунгир.
Хребет вытянут на 170 км в восточно-северо-восточном направлении от нижнего течения реки Итака на юго-западе до верховья реки Пинжак на северо-востоке, где соединяется с хребтом Западный Люндор. Максимальная ширина Черомного хребта достигает 80 км (в средней части). Преобладающие высоты составляют 1100—1300 м, максимальная — 1431 м.
Хребет сложен породами позднеархейских формаций, прорванными местами телами мезозойских гранитоидов. В рельефе преобладают среднегорья с более крутыми склонами в речных долинах. Основные типы ландшафта — горная тайга с марями и ерниками, предгольцовые редколесья.